# トランスフェリン
トランスフェリン（Transferrin）は血漿に含まれるタンパク質の一種で、鉄イオンを結合しその輸送を担っている。類似のタンパク質には、卵白に含まれるオボトランスフェリンと、乳汁など外分泌液に含まれるラクトフェリンがあり、これらと区別するために血漿トランスフェリンまたはセロトランスフェリン（Serotransferrin）と呼ぶこともある。シデロフィリン（Siderophilin）と記述されることもある。

## 構造
糖タンパク質で、分子質量は約80kDa。分子は2つの互いに似たドメインからなり、それぞれに3価鉄イオン（Fe(III)）結合部位が1個ずつある。いずれも鉄イオンには1個の窒素原子（ヒスチジン残基）と5個の酸素原子（2個のチロシン残基、1個のアスパラギン酸残基、1個の炭酸分子）が配位する。鉄イオンが結合しているものをホロトランスフェリン（holo-transferrin）していないものをアポトランスフェリン（apo-transferrin）と呼ぶ。

## 性質
鉄その他の金属イオンを非常に強く結合するが、結合は可逆的である。特にFe(III)に対する親和性は極度に高い（pH 7.4 で1023 M-1）。トランスフェリンは血漿中にある鉄分の約3倍量を結合しうるほど多量に存在し、血漿中の鉄分のほとんどがトランスフェリンに結合している。ただしこれは体内の全鉄分量からするとわずか0.1%に過ぎず、鉄分の貯蔵の意義はない。一方で回転は非常に速く、専ら鉄分の輸送に役立っていると考えられる。

## 輸送
各細胞の表面にはトランスフェリン受容体があり、特に骨髄にある幼若赤血球ではヘモグロビン合成のために多量の鉄を要するので重要である。鉄を結合したトランスフェリンがこの受容体に結合すると、エンドサイトーシスにより被覆小胞に包まれて細胞内に輸送される。細胞のH+-ATPアーゼによって小胞内の pH は低下し、それによりトランスフェリンの鉄親和性が低下して鉄イオンを放出する。受容体はトランスフェリンを結合したまま細胞表面に再輸送（エクソサイトーシス）され、次の取り込みに備える。

## 抗菌作用
トランスフェリンは鉄イオンを非常に強く結合するため、遊離の鉄分を吸収することで細菌に対する抗菌作用を示す。実際、トランスフェリンは粘膜にも多く存在し、細菌を生存しにくくしていると考えられる。

## 関連する疾病
先天性の欠損症として無トランスフェリン血症がある。トランスフェリンが欠損または不足すると、鉄分はヘモジデリンとして肝臓に沈着する。
1. 1 2 3  GRCh38: Ensembl release 89: ENSG00000091513 - Ensembl, May 2017
2. 1 2 3  GRCm38: Ensembl release 89: ENSMUSG00000032554 - Ensembl, May 2017
3. ↑  Human PubMed Reference:
4. ↑  Mouse PubMed Reference: